# Autobusna linija br. 131 u Zagrebu
Linija 131 (Črnomerec – Bizek) dnevna je autobusna linija u Zagrebu.
Prometuje na trasi: Črnomerec – Ilica – Aleja grada Bologne – Prigornica – Bukoščak – Bizek I. – Bizek II. – Lisičina
Povezuje Bizek s Črnomercem gdje se ostvaruje presjedanje na tramvaj.

## Vanjske poveznice
- Vozni red linije 131

1. ↑  Datoteke u GTFS formatu. zet.hr. Pristupljeno 5. lipnja 2025. - Sadrži informacije tijela javne vlasti u skladu s Otvorenom dozvolom